# Новогрудский, Герцель Самойлович
Ге́рцель Само́йлович (Самуи́лович) Новогру́дский (21 августа [3 сентября] 1904, Волковыск, Гродненская губерния — 5 ноября 1973, Москва) — русский советский писатель, журналист. Отец режиссёра-мультипликатора Марианны Новогрудской.

## Биография
В 1906 году семья переехала в Баку, где его отец стал хозяином хлебопекарни. В 1921—1923 годах учился на экономическом факультете Бакинского университета. Начал печататься в 1926 году. В 1930—1938 годах работал корреспондентом газеты «Правда», в 1940—1941 годах в журнале «Морской флот». Во время Великой Отечественной войны был военным корреспондентом газеты «Красный флот» (сначала на Северном, потом на Черноморском флоте).
В 1958 году принят в члены Союза писателей.

## Творчество
Автор биографических очерков о Героях Советского Союза:
- «Герой Советского Союза Д. М. Карбышев» (1948),
- «Герой Советского Союза М. В. Кантария» (1948, под псевдонимом Н. Гордеев).

Вместе с Александром Дунаевским написал документальную повесть «Товарищи китайские бойцы» (Москва, 1959). Переработанная и дополненная, повесть переиздана в 1962 году как история одного литературного поиска под заглавием «По следам Пау».
Книги Новогрудского для детей занимательны, проникнуты любовью к людям труда. Среди них повесть об эстонских рыбаках «На маленьком острове» (1952, переиздана 1958). Повесть «Дик с 12-й Нижней» (1956) рассказывает о том, как подростки-продавцы газет в Нью-Йорке собрали деньги на лечение своего больного друга.
Среди других книг:
- «Письма деда Егора внуку Павлику обо всем, что он видел и узнал на Всесоюзной сельскохозяйственной выставке» (Москва, 1958)[5];
- «Индейское зерно» (Москва, 1960);
- «Маленький Тыук едет в Москву» (Москва, 1962);
- «Большая Жемчужина» (Москва, 1964);
- «Пещера Батикава» (Москва, 1965).

## Семья
- Сестра — Сара Самуиловна Новогрудская, была замужем за журналистом, драматургом и сценаристом Афанасием Ефимовичем Милькиным (1903—1938), редактором газеты «Кино» (Москва)[6].
- Племянники — Лев Соломонович Новогрудский, писатель[7]; Исаак Афанасьевич Милькин (1937—2013), прозаик и драматург (его сын — прозаик и критик Афанасий Мамедов)[8].